# السلطة القضائية (الأردن)

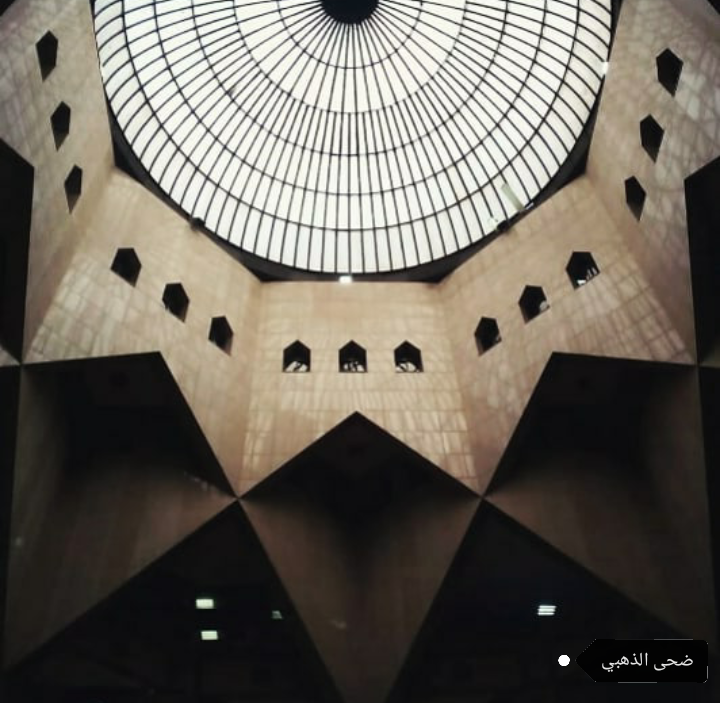

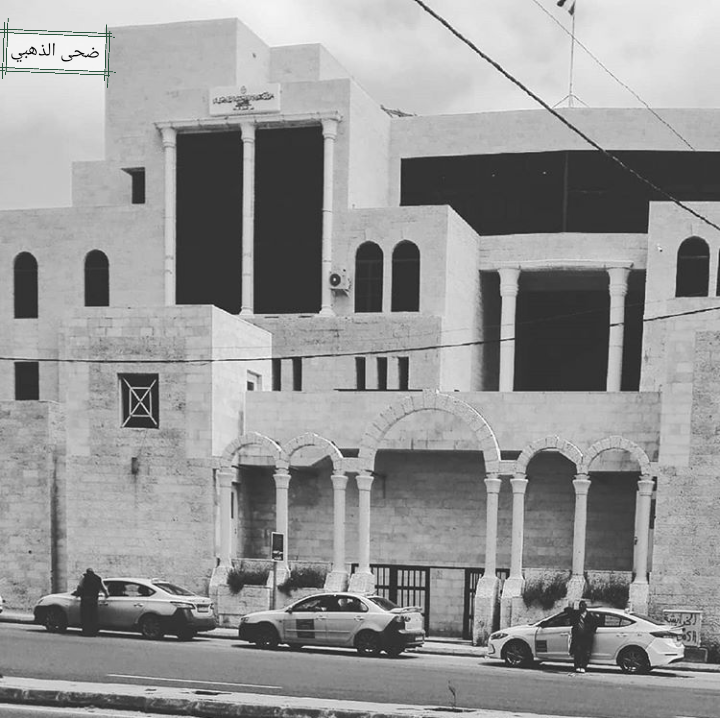

السلطة القضائية هي إحدى السلطات الثلاث للأمة الأردنية، حيث يمثل المجلس القضائي الأردني قمة هرم السلطة القضائية في المملكة، ويجسد مع. السلطة التنفيذية والسلطة التشريعية مبدأ الفصل بين السلطات الذي تقوم عليه الدولة الأردنية.. تنص المادة 27 من الدستور الأردني على ان السلطة القضائية تتولاها المحاكم على اختلاف أنواعها ودرجاتها وتصدر جميع الأحكام وفق القانون باسم الملك. والتاكيد على استقلال القضاء، وقسم المحاكم إلى ثلاثة أنواع المحاكم النظامية، المحاكم الدينية، المحاكم الخاصة.
تمثل وزارة العدل الذراع التنفيذي للنظام القضائي الأردني، وتباشر مسؤولياتها ومهامها من خلال هيكلها التنظيمي المكون من: وزير العدل، أمين عام وزارة العدل، جهاز التفتيش القضائي، المعهد القضائي الأردني، دائرة إشهار الذمة المالية، الرقابة الداخلية، ومديريات الدراسات والتخطيط، وتنمية الموارد البشرية، والشؤون الإدارية، والشؤون المالية، وتكنولوجيا المعلومات، والعلاقات الدولية، والعلاقات العامة، والأبنية والصيانة.

## تاريخ
يعود تاريخ السلطة القضائية في الأردن إلى السنوات الأولى من تأسيس الدولة الأردنية، ففي عام 1922 – أي بعد سنة واحدة فقط من تاسيس إمارة شرق الأردن، كانت السلطة القضائية تمارس اختصاصاتها، وتفصل في قضايا المواطنين، على اختلاف أنواعها وفي سائر أنحاء البلاد.
اما وزارة العدل فيعود تاريخ تأسيسها خلال عهد عهد الإمارة وتحديدا في 11/4/1921. تعاقب على اشغال منصب وزير العدل 56 وزيرا. في البداية كان يطلق على من يشغل هذا المنصب 'مشاور العدلية' ثم 'مستشار العدلية' ثم 'مستشار قضائي' ثم 'ناظر العدلية'.

## أنواع المحاكم
- المحاكم النظامية وتشمل كلا من محاكم الدرجة الأولى (الصلح، البداية)، ومحاكم الدرجة الثانية (الاستئناف)، ومحكمة التمييز أعلى هيئة قضائية في المملكة، ومحكمة العدل العليا التي تتولى جهة القضاء الإداري.
- المحاكم الخاصة وتقسم إلى محاكم خاصة جميع قضاتها نظاميون هي: الجنايات الكبرى، صيانة أملاك الدولة، بداية الجمارك، استئناف الجمارك، استئناف ضريبة الدخل، تسوية الأراضي والمياه، محاكم البلديات.. ومحاكم خاصة قضاتها أو بعضهم من غير النظاميين مثل: أمن الدولة، المحاكم العسكرية، محكمة الشرطة، المحكمة العمالية الخاصة.
- المحاكم الدينية وتشمل كلا من المحاكم الشرعية، والمحاكم الكنسية (مجالس الطوائف غير المسلمة).